# Flits & het magische huis
Flits & het magische huis (originele titel: Thunder and the House of Magic en The House of Magic) is een Belgische-Frans 3D-animatiefilm uit 2013, en is geregisseerd, geschreven en geproduceerd door Ben Stassen.
In de Nederlandse versie werd de titelsong "Als jij maar van me houdt" gezongen door Jada Borsato. Ook sprak ze de stem in van Izzie.

## Verhaal
Flits is een verlaten jonge kater die per toeval in een mysterieus huis een schuilplaats zoekt. Hij komt terecht in het huis van goochelaar Laurens. Hij maakt vrienden met de huisdieren en het robot speelgoed daar, en heeft het erg naar zijn zin. Als op een dag Laurens het ziekenhuis in belandt, probeert zijn neef Daniel het huis te verkopen. De overige bewoners laten het hier niet bij zitten. Flits en zijn vrienden proberen de potentiële kopers af te schrikken, en maken van hun huis een spookhuis.

## Rolverdeling

### Originele versie
| Acteur           | Personage                    |
| ---------------- | ---------------------------- |
| Murry Bleu       | Thunder / Dylan              |
| Doug Stone       | Lawrence                     |
| George Babbit    | Jack Rabbit / Carlo / Zoltar |
| Grant George     | Daniel                       |
| Shanelle Gray    | Maggie Mouse                 |
| Nina Grillo      | Audrey                       |
| Joey Camen       | Chihiuahua                   |
| Kathleen Browers | Carla                        |
| Danny Mann       | Dimitri                      |
| Sage Sommer      | Izzy                         |

### Vlaamse versie
| Acteur            | Personage |
| ----------------- | --------- |
| Remi De Smet      | Flits     |
| Luk D'Heu         | Laurens   |
| Eva Van Der Gucht | Maggie    |
| Eline De Munck    | Carla     |
| Sean Dhondt       | Carlo     |
| Jelle Cleymans    | Daniel    |
| Ivan Pecnik       | Konijn    |

### Nederlandse versie
| Acteur             | Personage           |
| ------------------ | ------------------- |
| Valentijn Banga    | Flits               |
| Bram Moszkowicz    | Laurens             |
| Patrick Martens    | Daniel              |
| Irene Moors        | Maggie              |
| Jandino Asporaat   | Kiki                |
| Fleur van de Water | Duif Carla          |
| Jada Borsato       | Dapper meisje Izzie |